# ルドラークシャ

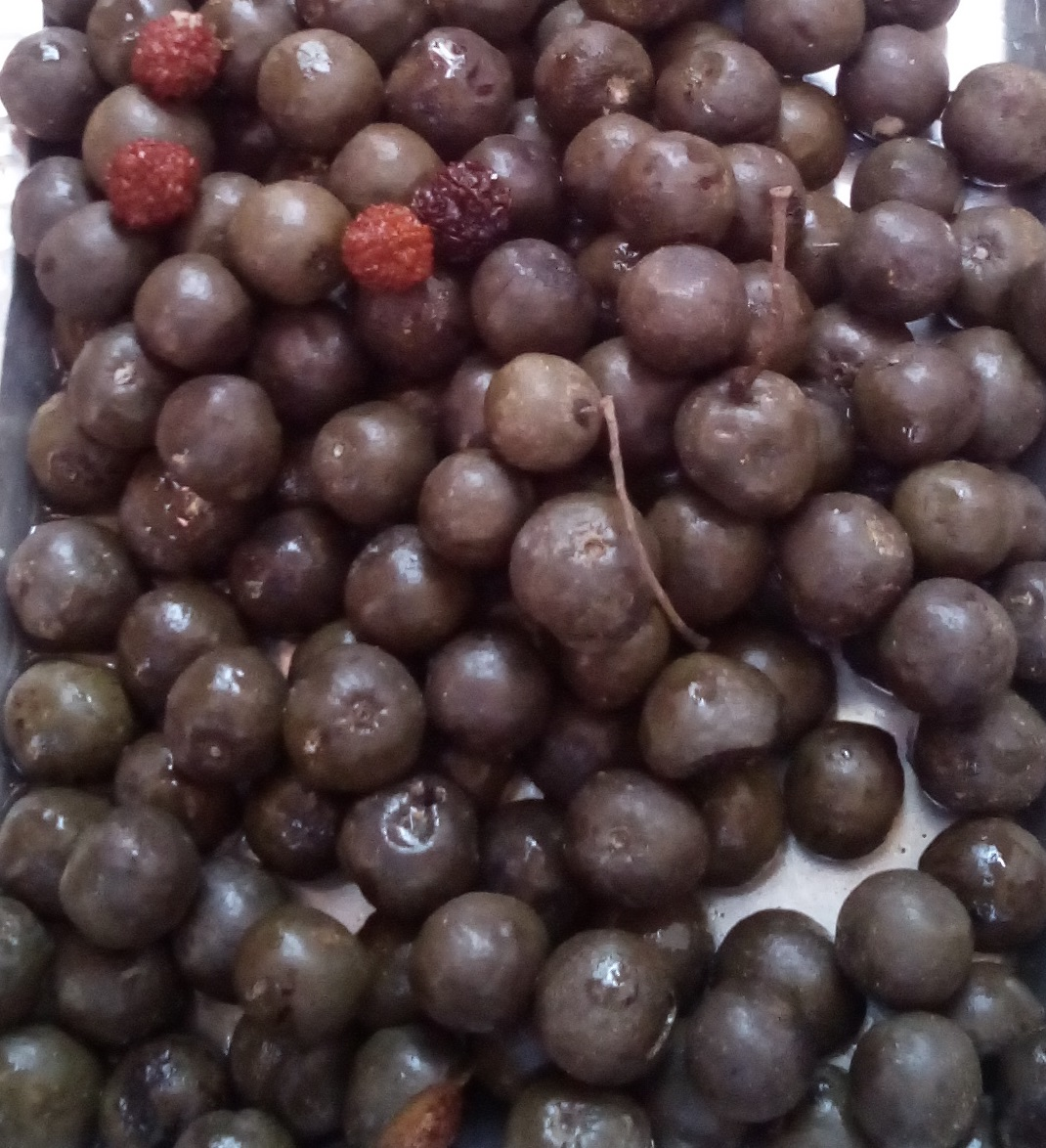
果実

ルドラークシャ（またはルドラクシャ、Rudraksha; ヒンディー語: रुद्राक्ष、ラテン文字転写: rudrākṣa）とは、主にインドを中心に丁重に扱われる菩提樹の実およびその実が得られる木のことである。ホルトノキ科ホルトノキ属で学名を Elaeocarpus ganitrus といい、インドジュズノキという和名を持つ。ネパール産とジャワ産があり、少ないながらもインドでも採れる。金剛子木（コンゴウシノキ）や数珠菩提樹（ジュズボダイジュ）とも称されるが、仏陀が悟りを開いたという菩提樹の木（インドボダイジュ）はクワ科であり、全く別の種類である。
元々ヒンドゥー教のシヴァ派の必須アイテムだが、最近では宗派・国を超えて、たくさんの人々がこれを買い求めているという。近年、インド系スピリチュアルの間で運命改善に効果があると言われているためだ。ネパール産・ジャワ産共に最も多く採取されるのは5つの筋が入った「5面ルドラークシャ」だが、レアな筋数になると高価になり、取引されている。この筋数によって、効果に違いがあるという。
現に、シヴァ神の肖像画には、彼がルドラークシャの数珠を何本も身に着けている姿で描かれている。

## 分類
コーナー & 渡辺 (1969) では Elaeocarpus sphaericus (Gaertn.) K.Schum. が「インドジュズノキ」として紹介されているが、熱帯植物研究会 (1996) では同属の Elaeocarpus ganitrus Roxb. のシノニム扱いとされており、The Plant List (2013) では両者ともキュー植物園の World Checklist のデータに基づきセイロンオリーブ（Elaeocarpus serratus）のシノニム扱いとされた。しかしそのキュー植物園は後に E. sphaericus（命名者は Ettingush. に修正）と E. ganitrus をセイロンオリーブとはまた別種の同属 Elaeocarpus angustifolius Blume のシノニムという扱いに変更している。一方、別のデータベース Hassler (2019) は E. angustifolius のシノニム一覧に E. sphaericus (Gaertn.) K.Schum. と E. ganitrus F. Müll. を含める一方、E. ganitrus Roxb. を独立種としている。
なお 熱帯植物研究会 (1996:288) にはロドラクシ（インド名: rudrakshi、pilahi、kadambola）の名で Elaeocarpus tuberculatus Roxb. という種も紹介されているが、これは The Plant List (2013)、Plants of the World Online、Hassler (2019) の3者いずれにおいても独立した種として扱われている。